# Sexy! No No No...
„Sexy! No No No...” este al șaisprezecelea single lansat de grupul britanic Girls Aloud și primul extras pe single de pe al patrulea album, Tangled Up. Lansarea oficială a avut loc pe 3 septembrie 2007.

## Percepția
Componenta Sarah Hearding a descris piesa ca fiind foarte “ascuțită” și reprezintă un progres în sound-ul Girls Aloud. Prima prestație în fața unui public a avut loc pe 22 iulie, și a fost foarte bine primit de public. Sexy! No No No... a fost mai târziu prezentat și pe Dance X, The National Lottery și pe GMTV.

## Videoclipul
Nadine Coyle a apărut în show-ul Saturday Night With Miriam pe 14 iulie spunând că au filmat un nou videoclip. Pe 7 august Dialy Star a publicat fotografii cu fetele în costume de latex, folosite în videoclip. Directorul ales pentru Sexy! No No No... a fost Trudy Bellinger, care s-a mai ocupat și de  The Show, Walk This Way și I'll Stand By You. Pe site-ul Youtube Sexy! No No No... are peste 1,3 milioane de vizionări. De asemenea pentru videoclip Girls Aloud au primit premiul Best Video, din partea Virgin Media.

## Prezența în clasamnete
Lansare a avut loc pe 3 septembrie, dar descărcările au început din 31 august. În urma descărcărilor Sexy! No No No... a debutat în UK Singles Chart pe locul 64. În următoarea săptămână, single-ul a urcat 59 de locuri până pe 5, cu vânzări de peste 21.000 de unități. În a treia săptămână acoborât două poziții, ajungând pe locul 7. După două săptămâni de top 10, Sexy! No No No... a coborât din primele 10, pentru ca în a cincea săptămână să coboare și din top 20. În total primul single de pe Tangled Up a petrecut 13 săptămâni neconsecutive în topul 100 din Marea Britanie. Vânzările cântecului se ridică la peste 83.000 de unități doar în Marea Britanie. În clasamentul iTunes a reușit un loc 6. În clasamnetul Euro 200 Sexy! No No No... a reușit un loc 18, iar în Polonia locul 3, cea mai bună clasare a grupului din întreaga carieră.

## Clasamnete
| Clasamnete (2007)         | Poziția maximă |
| ------------------------- | -------------- |
| UK Singles Chart          | 5              |
| UK iTunes                 | 6              |
| UK Download Chart         | 6              |
| UK TV Airplay             | 8              |
| UK Radio Airplay          | 30             |
| Irish Singles Chart       | 11             |
| Slovenia Singles Chart    | 7              |
| Turkey Billboard Top 100  | 14             |
| Eurochart Hot 100 Singles | 17             |
| Euro 200 Singles Chart    | 18             |
| Croatia Singles Chart     | 23             |
| World Top 100 Singles     | 35             |
| Lithuanian Airplay Chart  | 65             |

## Versiuni și apariții
| Versiunea                        | Apariția                               |
| -------------------------------- | -------------------------------------- |
| Versiunea albumului              | "Sexy! No No No..." single, Tangled Up |
| Tony Lamezma's "Yes Yes Yes" Mix | "Sexy! No No No..." single, Mixed Up   |
| Videoclip                        | "Sexy! No No No..." single             |
| Xenomania Club Mix               | UK iTunes Exclusive Download           |

## Poziții săptămânale
UK Singles Chart
| Săptămâna | 1  | 2 | 3 | 4  | 5  | 6  | 7  | 8  | 9  | 10  | 11 | 12  | 13 | 14 | 15  | 16  | 17  | 18 | 19  | 20  | 21  |
| --------- | -- | - | - | -- | -- | -- | -- | -- | -- | --- | -- | --- | -- | -- | --- | --- | --- | -- | --- | --- | --- |
| Poziție   | 64 | 5 | 7 | 12 | 21 | 26 | 48 | 68 | 81 | 108 | 92 | 114 | 52 | 70 | 103 | 124 | 144 | 91 | 109 | 135 | 165 |

Irish Singles Chart
| Săptămâna | 1  | 2  | 3  | 4  | 5  | 6  | 7  |
| --------- | -- | -- | -- | -- | -- | -- | -- |
| Poziție   | 11 | 12 | 13 | 24 | 26 | 28 | 45 |

UK Download Chart
| Săptămâna | 1 | 2 | 3  | 4  | 5  |
| --------- | - | - | -- | -- | -- |
| Poziție   | 6 | 9 | 11 | 22 | 35 |

UK TV Airplay Chart
| Săptămâna | 1  | 2  | 3  | 4 | 5 | 6  | 7  |
| --------- | -- | -- | -- | - | - | -- | -- |
| Poziție   | 15 | 13 | 10 | 8 | 9 | 14 | 34 |

UK Radio Airplay Chart
| Săptămâna | 1  | 2 | 3  | 4  | 5  | 6  | 7  | 8  |
| --------- | -- | - | -- | -- | -- | -- | -- | -- |
| Poziție   | 93 | X | 47 | 48 | 42 | 30 | 47 | 52 |